# Reichswahlgesetz (Weimarer Republik)

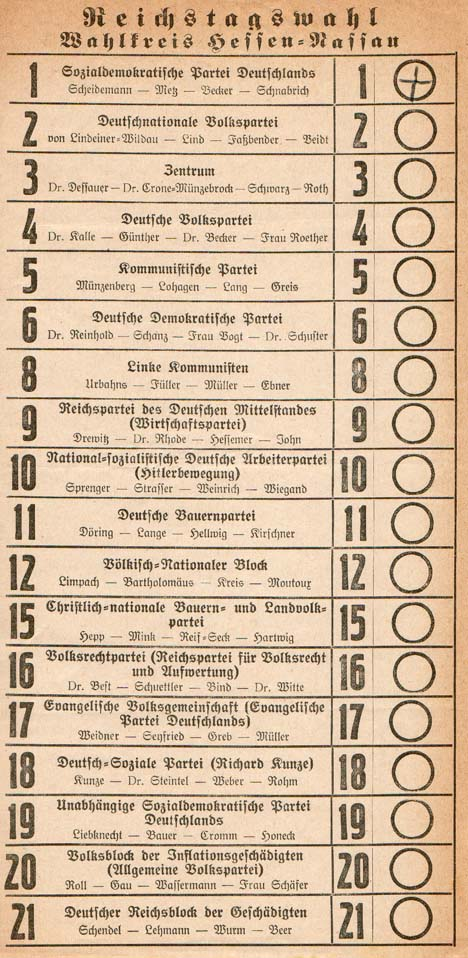
Ein Wahlzettel für die Wahl von 1928

Das Reichswahlgesetz vom 27. April 1920 war ein deutsches Reichsgesetz. Es regelte die Wahlen zum Reichstag während der Weimarer Republik und in der Zeit des Nationalsozialismus. Erlassen wurde es von der Weimarer Nationalversammlung, die bis zum Zusammentritt des ersten Reichstags am 24. Juni 1920 als Reichstag galt (Art. 180 WRV). Mit dem Erlass des Reichswahlgesetzes kam die Nationalversammlung einem Auftrag der Weimarer Verfassung vom 11. August 1919 nach, die Wahl der Abgeordneten des Reichstags „in allgemeiner, gleicher, unmittelbarer und geheimer Wahl von den über zwanzig Jahre alten Männern und Frauen nach den Grundsätzen der Verhältniswahl“ durch Gesetz näher zu bestimmen (Art. 22 Abs. 2 WRV). Der Reichstag wurde auf vier Jahre gewählt (Art. 23 WRV).

## Hintergrund
Unmittelbarer Anlass für die Verabschiedung des Gesetzes war der Kapp-Putsch vom März 1920. Die Putschisten hatten sich unter anderem damit gerechtfertigt, dass trotz neuer Verfassung der Reichspräsident noch nicht vom Volke gewählt und die Nationalversammlung noch nicht von einem verfassungsmäßigen Reichstag abgelöst worden war.
Die Nationalversammlung selbst war aufgrund einer Verordnung des Rats der Volksbeauftragten vom 30. November 1918 nebst Wahlordnung vom selben Tag gewählt worden.
Zwischen der Verordnung von 1918 und dem Wahlgesetz von 1920 gab es einige wichtige Unterschiede; so wählte man die Nationalversammlung mit Mehrpersonen-Wahlkreisen und die späteren Reichstage nach Listen auf drei verschiedenen Ebenen. Die Grundsätze der Wahl waren allerdings dieselben. Das Wahlgesetz behielt das Prinzip der Verhältniswahl und das 1918 eingeführte Frauenwahlrecht bei.
Das Gesetz trat mit Ausschreibung der Wahlen zum ersten Reichstag durch Reichspräsident Friedrich Ebert am 30. April 1920 in Kraft (§ 42 Reichswahlgesetz).
Die Wahl zum ersten Reichstag fand am 6. Juni 1920 statt. Das Reichswahlgesetz fand bei insgesamt acht Reichstagswahlen einschließlich der Wahl vom März 1933 Anwendung, die bereits unter der nationalsozialistischen Herrschaft stattfand. Im November 1933, März 1936 und April 1938 gab es noch drei weitere Wahlen. Die alte Gesetzgebung blieb in Kraft, allerdings bestand nach dem Gesetz gegen die Neubildung von Parteien vom 14. Juli 1933 als einzige politische Partei in Deutschland nur noch die Nationalsozialistische Deutsche Arbeiterpartei. Dieses Gesetz wurde durch das Kontrollratsgesetz Nr. 1 vom 20. September 1945 aufgehoben.
Der erste Deutsche Bundestag wurde am 14. August 1949 nach einem vom Parlamentarischen Rat erlassenen Wahlgesetz gewählt. Die Wahl zum zweiten Deutschen Bundestag fand am 6. September 1953 aufgrund eines Bundesgesetzes vom 8. Juli 1953 statt. Seit dem 23. Mai 1956 gilt das Bundeswahlgesetz.

## Entstehung und Entwicklung
Das Reichswahlgesetz gehörte zu einer Reihe wichtiger Gesetze, die im April und Mai 1920 rasch verabschiedet worden waren, also zwischen Kapp-Putsch und dem Ende der Nationalversammlung. Das Gesetz über die Wahl des Reichspräsidenten folgte am 4. Mai 1920, die Reichsstimmordnung jedoch erst im März 1924.
Am 19. Januar 1920 hatte das Kabinett Vorschläge für ein Wahlrecht von der Verfassungsabteilung des Innenministeriums erhalten. Man kritisierte in der Nationalversammlung, dass die Vorschläge drei verschiedene Entwürfe enthielten, was den Prozess der Gesetzgebung verzögerte. Teilweise sahen Entwürfe vor, dass ein Wahlkreis eine bestimmte Anzahl von Abgeordneten wählen sollte. Innenminister Erich Koch-Weser stellte im Februar dem Verfassungsausschuss schließlich einen Entwurf vor. Die Frage der Wahlkreiseinteilung kostete weitere Zeit: Erst am 12. März entschied das Kabinett über diesen Entwurf, einen Tag später herrschten in Berlin bereits die Kapp-Putschisten. Unter Zeitdruck griff man auf die Wahlkreiseinteilung der Wahl zur Nationalversammlung zurück, obwohl viele Abgeordnete kleinere Wahlkreise wollten. Am 23. April stimmte der Reichstag mit großer Mehrheit zu.
Erst durch das Reichswahlgesetz (§ 42) konnte Reichspräsident Friedrich Ebert einen Wahltermin bestimmen. Am 6. März und 13. März 1924 wurde das Gesetz geringfügig überarbeitet.

## Wahlsystem

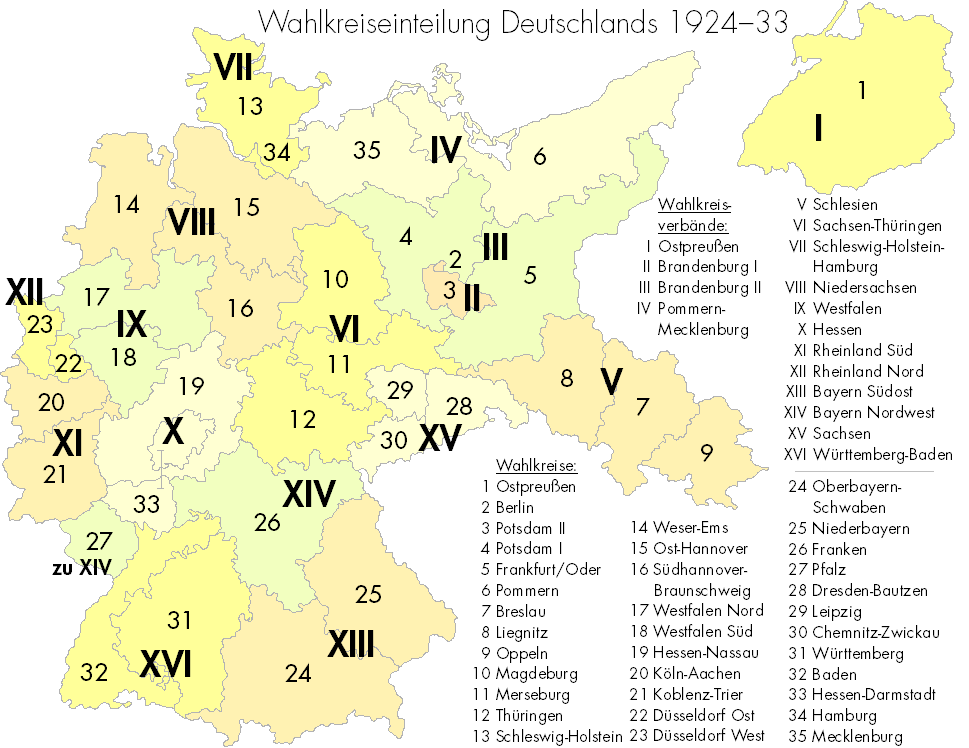
Die Wahlkreise in Deutschland (1924–1933): große römische Ziffern bezeichnen die Wahlkreisverbände.

Deutschland war in der Weimarer Republik in 35 Wahlkreise eingeteilt. Je ein bis drei Wahlkreise bildeten einen Wahlkreisverband. Die dritte Ebene für die Stimmauswertung war das Reich. Eine Partei reichte in den Wahlkreisen Wahllisten („Kreiswahlvorschläge“) und zusätzlich auf Reichsebene einen „Reichswahlvorschlag“ ein. Für jeweils 60.000 Stimmen im Wahlkreis erhielt eine Partei ein Mandat; es gab zudem eine Reststimmenauswertung auf höherer Ebene. Es war für eine kleine Partei von Vorteil, wenn ihre Anhängerschaft regional konzentriert war.
Diese sogenannte automatische Methode bedeutete, dass die Zahl der Mandate insgesamt davon abhing, wie viele Stimmen abgegeben wurden. Bei geringer Wahlbeteiligung war der Reichstag kleiner als bei hoher. In der Praxis war die Wahlbeteiligung in der Republik allerdings stets relativ hoch.
Wählen durfte, wer mindestens 20 Jahre alt war. Das passive Wahlrecht hatten die Deutschen, wenn sie mindestens 25 Jahre alt waren. Ohne aktives Wahlrecht waren unter anderem (wieder) die aktiven Soldaten, obwohl sie die Nationalversammlung mitgewählt hatten.

## Bewertung

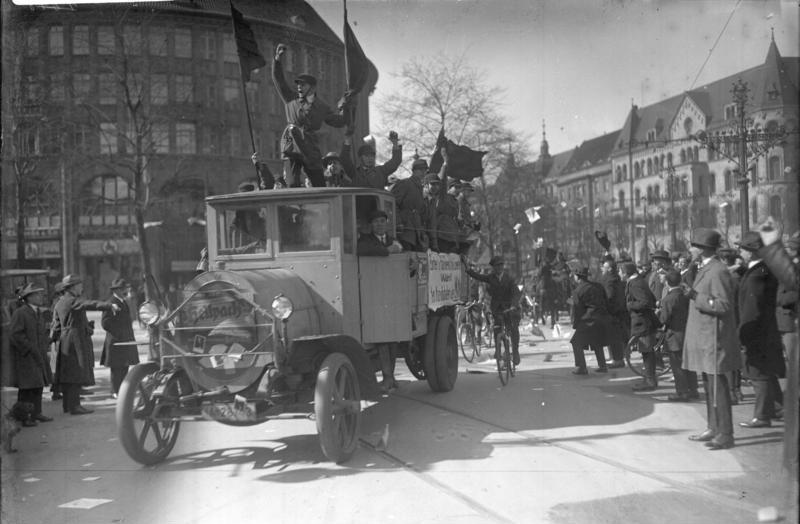
Ein „Propaganda-Auto“ des Reichsbanners Schwarz-Rot-Gold, anlässlich der Reichstagswahl von 1930

Das Wahlsystem für die Reichstagswahlen wurde bereits von den Zeitgenossen dafür kritisiert, dass es auch relativ kleinen Parteien die Gelegenheit gegeben habe, in den Reichstag zu gelangen. Daher habe es zur Zersplitterung der Parteienlandschaft und zu politischer Instabilität geführt. Allerdings kamen durch das Weimarer Verhältniswahlsystem im Durchschnitt auch nicht mehr Parteien in den Reichstag als im Kaiserreich. Den Untergang der Republik brachten außerdem nicht Kleinparteien mit sich, sondern die Stärke von republikfeindlichen Parteien wie der NSDAP.
Das Reichstagswahlrecht ist im Zusammenhang mit der Direktwahl des Reichspräsidenten und der Volksgesetzgebung zu sehen. Vor allem durch die Direktwahl eines mächtigen Reichspräsidenten war der Reichstag nicht das einzige durch Direktwahl legitimierte Reichsorgan. Das war im Sinne der Verfassungseltern gewesen, die sowohl eine Diktatur des Reichspräsidenten als auch einen „Parlamentsabsolutismus“ verhindern wollten.

„Das Reichswahlgesetz […] blieb trotz immer neuer Anläufe zu seiner Reform in seinen wesentlichen Teilen bis ins Jahr 1933 in Kraft. So wurde ein Wahlgesetz, das von seinen Vätern zumindest hinsichtlich der Wahlkreiseinteilung als ein aus der Zeitnot geborenes Provisorium gedacht war, über dessen alsbaldige Abänderung keine Differenzen zu bestehen schienen, zu einem Pfeiler der jungen Demokratie, der sich als nicht tragfähig erweisen sollte.“